# 三重県道756号松阪環状線

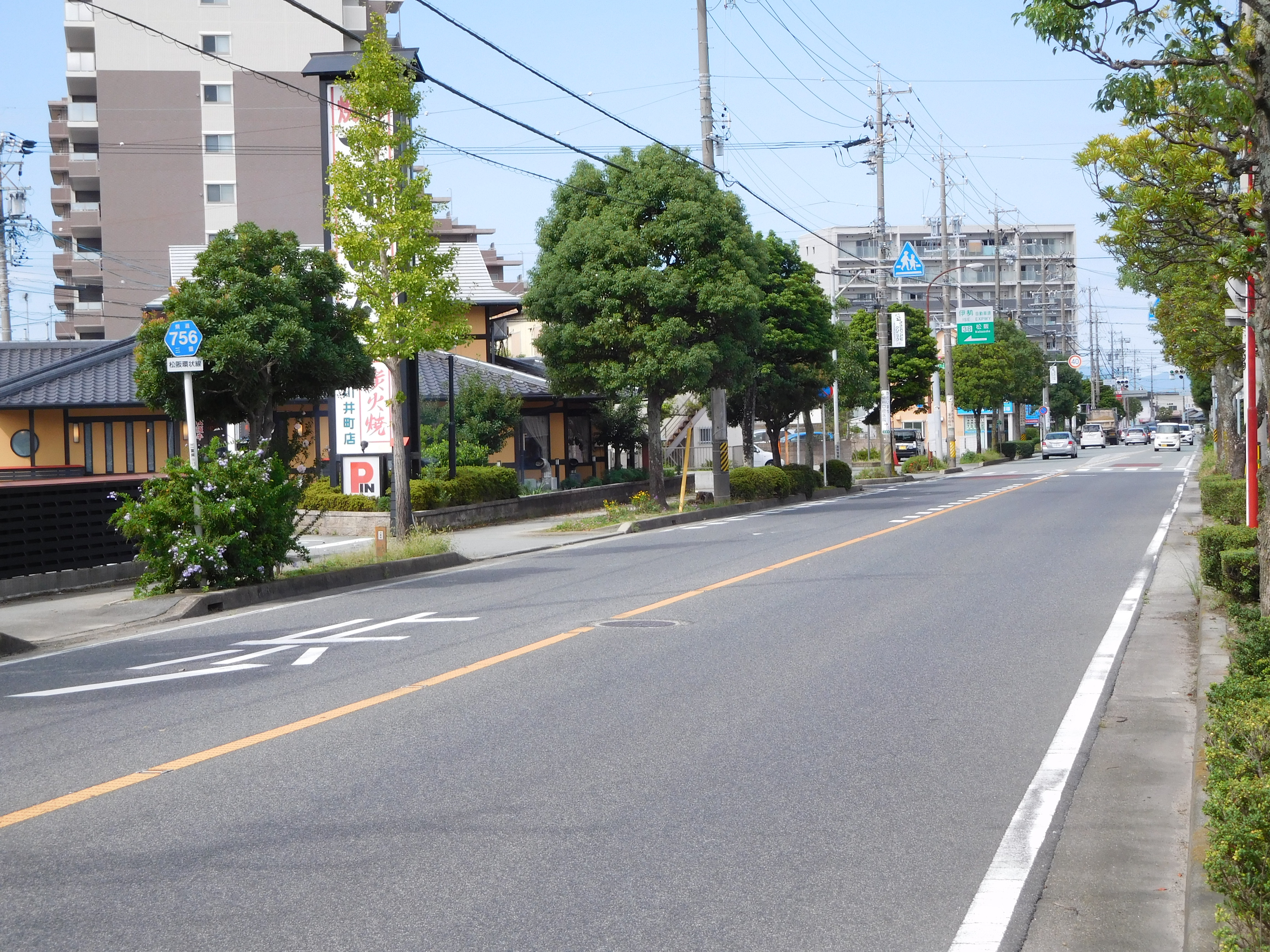
沿線風景（松阪市川井町）

三重県道756号松阪環状線（みえけんどう756ごう まつさかかんじょうせん）は、三重県松阪市を通る一般県道である。通称は近鉄道路（きんてつどうろ）。松阪市街を迂回するため、国道166号のバイパスになっている。

## 概要

### 路線データ
- 起点：松阪市東黒部町字閑浄寺999番地[2]（東黒部交差点）
- 終点：松阪市久米町字長井1088番地先[2]（久米交差点）
- 実延長：10.551km

## 沿革
- 1930年（昭和5年）：伊勢電気鉄道（伊勢電）が津新地（津市） - 新松阪と新松阪 - 大神宮前（伊勢市）を開業。
- 1936年（昭和11年）：参宮急行電鉄と合併。伊勢線に改称される。
- 1941年（昭和16年）：参宮急行電鉄が親会社の大阪電気軌道と合併、関西急行鉄道発足。
- 1942年（昭和17年）：新松阪 - 大神宮前間が廃止。
- 1944年（昭和19年）：関西急行鉄道が南海鉄道（1947年南海電気鉄道に分離）と合併し近畿日本鉄道発足。
- 1961年（昭和36年）：江戸橋-新松阪間が廃止。
- 1972年（昭和47年）12月1日：県道認定[1]。
- 1995年（平成7年）4月1日：区間確定[2]。
- 2006年（平成18年）：豊原町-上川町間が改良され、開通。

## 路線状況

### 重複区間
- 三重県道706号東黒部早馬瀬線：起点 - 魚見町交差点
- 三重県道60号伊勢松阪線：魚見町交差点 - 下七見町
- 三重県道701号御麻生園豊原線：豊原町の一部区間
- 三重県道24号松阪久居線：船江南交差点 - 船江北交差点

### 近鉄道路
本線の通称。近鉄伊勢線の廃線跡地に建設されたことから、この名称が付けられた。
- 松阪環状線の区間には、松江から上櫛田まで7つの駅が存在した。

### 松阪第2環状線
- 本線よりも郊外寄りに、三重県道59号松阪第2環状線が整備されている。
- なお、本線が一般県道であるのに対し、第2環状線は主要地方道である。

### 利用状況
交通量
| 地点       | 平日12時間        | 平日24時間        |
| 地点       | 2005年度⇒2010年度 | 2005年度⇒2010年度 |
| 松阪市殿町 | 13,539台⇒12,370台 | 18,863台⇒16,673台 |

## 地理

### 通過する自治体
- 三重県松阪市

### 接続する主な路線
- 国道23号：起点
- 三重県道706号東黒部早馬瀬線：魚見町交差点
- 三重県道60号伊勢松阪線：魚見町交差点、下七見町
- 三重県道37号鳥羽松阪線：豊原町
- 三重県道701号御麻生園豊原線：豊原町
- 国道42号：上川町（松阪多気バイパス）
- 三重県道59号松阪第2環状線：上川町、川井町4交差点
- 三重県道147号松阪嬉野線：下村町2交差点
- 国道166号（国道369号重複）：大黒田町交差点
- 三重県道757号辻原西町線：西之庄町
- 三重県道24号松阪久居線：船江南交差点、船江北交差点
- 国道166号：終点

### 周辺
松阪の市街地を通過するため、松阪市の主要な施設が並ぶ。
- 三重県立松阪商業高等学校
- JR紀勢本線 徳和駅：駅の上をこの路線が通る。近鉄伊勢線の遺構のひとつ。
- オークワ松阪下村店
- 松阪市立第五小学校
- 三重県立松阪高等学校
- 松阪市立久保中学校
- 松阪競輪場
- 松阪南消防署
- 松阪市立幸小学校
- 松阪市立殿町中学校
- 松阪城（松阪公園）
- 鈴の森（カネボウ跡公園）
- 近鉄山田線 松ヶ崎駅：駅の上を本路線が通る。近鉄伊勢線の遺構のひとつ。
- アピタ松阪三雲店

## 別名
- 近鉄道路（松阪市）
- 伊勢街道（松阪市）